# Chanté Adams
Chanté Adams (Detroit (Michigan), 16 december 1994) is een Amerikaanse actrice. Ze speelde in de biopic Roxanne Roxanne uit 2017, waarvoor ze de Sundance Special Jury Prize for Breakthrough Performance ontving.
Adams is geboren en getogen in Detroit, Michigan. Ze begon met acteren als student aan de Cass Technical High School. Ze behaalde haar bachelordiploma aan de School of Drama van de Carnegie Mellon University, waarna ze naar New York verhuisde om een acteercarrière na te streven. In 2022 speelde ze het toneelstuk Skeleton Crew op Broadway.